# Эллиотт, Джейн
Джейн Эллиотт (англ. Jane Elliott; род. 27 мая 1933 года в Райсвилле (англ.), Айова, США) — американская школьная учительница, получившая известность как активистка в области феминизма, антирасизма и прав ЛГБТ. Джейн Эллиотт разработала известное упражнение «Голубоглазые/кареглазые», которое впервые провела с учениками третьего класса 5 апреля 1968 года, на следующий день после убийства Мартина Лютера Кинга. Цель её упражнения заключалась в том, чтобы вызвать у своих учеников ощущение пребывания в меньшинстве; это упражнение и последующая за ним полемика отражены в документальных фильмах Eye of the Storm (англ., 1970) и A Class Divided (англ., 1985). Работа Эллиотт легла в основу её карьеры по «обучению разнообразию» (англ.) и была отмечена множеством наград, включая награду «Национальной ассоциации психического здоровья» за «выдающиеся достижения в области образования».

## Происхождение идеи
Согласно одному из биографов, под влиянием новости об убийстве Мартина Лютера Кинга 4 апреля 1968 года Эллиотт решила объединить темы двух занятий, которые планировала провести с классом в будущем: о коренных жителях Америки и Мартине Лютере Кинге в качестве февральского «Героя месяца». Лозунгом для новой темы стала молитва индейцев-сиу: «О, Великий Дух, огради меня от осуждения ближнего до тех пор, пока я не пройду милю в его мокасинах».
Следующий день Эллиотт посвятила обсуждению темы упражнения и расизма в целом. Позже она рассказывала: «Я увидела, что [ученики] не понимают сути проблемы. Они делают то, что обычно делают „белые люди“, когда обсуждают расизм: большей частью демонстрируют невежество». Идея упражнения была почерпнута из романа Леона Юриса «Mila 18», опубликованного в 1961 году и рассказывающего о восстании в Варшавском гетто. Согласно книге, одним из способов, по которому нацисты решали, кого из жителей гетто отправить в газовую камеру, был отбор по цвету глаз. Как и сама Эллиотт, большинство из её восьмилетних учеников родилось и выросло в маленьком городке штата Айова, и потому не имело нормального представления о темнокожих. Она чувствовала, что простое обсуждение не позволит её классу, целиком состоящему из «белых» учеников, в полной мере понять суть и влияние расизма.

## Первое упражнение
5 апреля 1968 года ученик по имени Стивен Армстронг первым пришёл в класс Эллиотт и задал вопрос о причине убийства Мартина Лютера Кинга. После того, как собрались все остальные ученики, Эллиотт попросила их рассказать, что они знают о темнокожих и не желают ли пройти упражнение, позволяющее им понять, какому отношению подвергаются американцы из-за своего цвета кожи. По причине того, что класс полностью состоял из «белых» учеников, в основе своего упражнения Эллиотт использовала различие в цвете глаз.
В тот первый день упражнения Эллиотт обозначила голубоглазых детей как превосходящую группу, раздала им платки из коричневой ткани и попросила обвязать вокруг шеи каждого кареглазого одноклассника, чтобы кареглазых было легче идентифицировать в качестве меньшинства. Вместе с этим голубоглазая группа получила дополнительные привилегии: вторую порцию на обед, доступ в новую игровую комнату, лишние пять минут на перемене. Эллиотт разместила голубоглазых учеников на передних рядах класса (тогда как кареглазые были отправлены на задние ряды) и мотивировала к общению только с одноклассниками из своей группы, избегая контактов с кареглазыми учениками.
Также представителям двух групп было запрещено пить воду из одного фонтанчика. «Кареглазые» постоянно подвергались наказанию со стороны учителя, когда не следовали правилам или допускали какие-то ошибки. Эллиотт подчёркивала различия между группами, выделяя достоинства голубоглазых учеников и недостатки кареглазых.
Поначалу со стороны учеников, входящих в группу меньшинства, возникло сопротивление идее, будто голубоглазые ученики якобы лучше кареглазых. Чтобы пресечь возражения, Эллиотт использовала ложный тезис о том, что меланин отвечает не только за голубой цвет глаз, но и даёт голубоглазым людям преимущества в интеллектуальном развитии и способности к обучению. Вскоре после этого представители превосходящей группы стали относиться к «меньшинству» с высокомерием, властностью и проявлениями неприязни. Их успеваемость повысилась, они стали лучше справляться с математическими заданиями и чтением. Поведение «низшей» группы также изменилось: они стали робкими и подчинёнными, самостоятельно изолировали себя от «большинства», хуже справлялись с заданиями. Эти изменения коснулись даже тех кареглазых детей, кто раньше занимал доминирующее положение в классе и не имел проблем с учёбой.
В следующий понедельник Эллиотт изменила условия, на этот раз поставив кареглазых в превосходящую группу. Кареглазые ученики тоже подвергали своих голубоглазых одноклассников нападкам, похожим на те, которые они сами терпели от голубоглазой группы, однако Эллиотт отметила, что в этом случае нападки были значительно менее интенсивными.
В следующую среду, в 14:30, Эллиотт попросила голубоглазых детей снять свои повязки, а затем все ученики написали эссе о своём опыте, полученном в ходе упражнения, и уроке, который они вынесли.

## Реакция и внимание общественности
Сочинения детей об опыте во время упражнения были опубликованы на четвёртой странице газеты «Riceville Recorder» 18 апреля 1968 года под заголовком «Как ощущается дискриминация». История была подхвачена агентством «Associated Press», затем Эллиотт была приглашена на «Вечернее шоу с Джонни Карсоном» (англ.) канала NBC. После того, как Эллиотт поведала о своём упражнении в коротком фрагменте интервью, незамедлительно последовала реакция зрителей, которые сделали сотни звонков на телефонный коммутатор студии, оставляя преимущественно негативные отзывы. Наиболее цитируемое из сообщений гласит: «Как вы посмели проводить такой жестокий эксперимент на „белых“ детях?»
Эллиотт рассказала, что её упражнение и последующая известность не сделали её популярной в представлении некоторых местных горожан. Когда Эллиотт появилась в учительской на следующий день после показа шоу Джонни Карсона, несколько коллег демонстративно покинули помещение. По её словам, из всех сотрудников только одна учительница не прекратила общение с ней, а её собственные дети стали подвергаться нападкам со стороны других учеников.
Как бы то ни было, не все последствия оказались негативными. С распространением известия о своём эксперименте Эллиотт получала приглашения от множества телевизионных программ, а также начала воспроизводить упражнение в профессиональных тренингах для взрослых. 15 декабря 1970 года Эллиотт поделилась своим опытом с преподавателями на «Конференции в Белом доме по вопросам детей и молодёжи» (англ.).
В 1971 году телекомпания ABC показала документальный фильм «The Eye of the Storm», после которого Эллиотт и её эксперимент получили общенациональную известность. Позднее знаменитый журналист Уиллиам Петерс (англ.) написал две книги — «A Class Divided» и «A Class Divided: Then and Now», первая из которых была экранизирована студией «PBS Frontline» в 1985 году. Телепередача об этом эксперименте, названная «The Event: How Racist Are You?», транслировалась в Великобритании 29 октября 2009 года каналом «Channel 4». Этот документальный фильм предназначался для того, чтобы показать расистский характер в поведении жителей Великобритании, но, по словам Эллиотт, результат оказался «не столь удачным, как я ожидала».
Также Эллиотт принимала участие в программе Питера Джэннингса «Персона недели» на канале ABC; вошла в список тридцати самых значительных преподавателей под редакцией издательства «McGraw-Hill» наряду с Конфуцием, Платоном, Букером Т. Уошингтоном и Марией Монтессори; выступала в трёхстах пятидесяти колледжах и университетах; пять раз принимала участие в «Шоу Опры Уинфри».

## Происхождение концепции «обучения разнообразию» на рабочем месте
Джейн Эллиотт считается создательницей концепции обучения разнообразию , большей частью основанной на сценарии «Голубоглазые/кареглазые». Она разработала тренинги для работников таких корпораций, как General Electric, Exxon, AT&T и IBM, читала лекции в ФБР, Налоговой службе, ВМС, Министерстве образования и Почтовой службе США. Школьная система Райсвилла предоставила Эллиотт неоплачиваемый отпуск для проведения семинаров и тренингов в сторонних организациях. Тем не менее, возросший спрос на деятельность Эллиотт привёл к проблемам с преподавательской карьерой в государственной школе, и в середине 80-х годов Эллиотт покинула должность учителя, чтобы полностью посвятить себя корпоративному тренингу. С того момента плата за её работу в компаниях и правительственных учреждениях составляла 6000 долларов в день.
Упражнение, поначалу разработанное для школьного класса, было перестроено для условий корпоративного мира и продвигалось как способ улучшения командной работы, увеличения прибыли и создания атмосферы «побеждающих вместе». Утверждалось, что пренебрежение «обучением разнообразию» толкает компании к нежелательной огласке, бойкотам и судебным искам.
В своих корпоративных упражнениях Эллиотт делила мультирасовую группу по цвету глаз, а затем повергала голубоглазых людей в мрачную обстановку унижения и презрения, используя тот же тезис про меланин: якобы его высокая концентрация положительно коррелирует с умственными способностями, потому кареглазые участники получают привилегии. Всего за несколько часов отношение Эллиотт к голубоглазым работникам делало их расстроенными и подавленными, вызывая у них проблемы с выполнением простейших задач.

## Критика применения метода Эллиотт в обучении разнообразию
По мнению сторонников подхода Эллиотт, целью является достижение людьми чувств сопереживания и морали. Он направлен на апатию в отношении проблемы расизма, которую испытывают многие люди, считающие, будто эта проблема их лично не касается или что их действия не имеют признаков расизма. Эллиотт не считает расизм врождённым качеством: «Вы не рождаетесь расистом. Вы упорно учитесь быть им». И в то время, как упражнение Эллиотт разрабатывалось в ответ на расовую дискриминацию, оно в равной степени относится к сексизму, эйджизму и гомофобии. Тем не менее, манера, в которой проводится упражнение, и роль Эллиотт в качестве тренера подвергались критике. Прежде всего, из-за положения, в которое ставятся кареглазые участники.
Корпоративная версия упражнения по-прежнему базируется на унижении выбранной группы людей со стороны тех, кто временно получает привилегии, как это происходило в исходном упражнении с кареглазыми детьми. Эллиотт не явно подстрекает к издевательству над другими, но особым образом подбирает слова и тон, прибегает к лишению основных прав (например, на высказывание без разрешения), а также постоянно меняет правила, чтобы создать возрастающий дискомфорт для одной группы участников, и в то же время пользуется позитивной риторикой для похвалы и поощрения другой группы.
На семинарах, проходивших в государственных ведомствах США, таких как Федеральное управление гражданской авиации (FAA), белые мужчины подвергались оскорблениям со стороны чёрных, а затем проходили вдоль строя женщин-сотрудниц, которые прикасались к ним. Возможно, создатели этого тренинга были осведомлены или вдохновлены упражнением Эллиотт.
Эллиотт также критиковалась за невнимание к социальным и политическим изменениям, произошедшим с той поры, когда разрабатывалось оригинальное упражнение. Профессор истории Университета Пенсильвании Алан Чарлз Корс, выступая в защиту своих студентов, которых обвиняли за расистские оскорбления во время известного инцидента 1993 года (англ.), отмечал, что упражнение Эллиотт учит белых «чувству вины за происхождение и презрению к себе».

## Научные исследования метода Эллиотт
Научные исследования эффективности упражнения Эллиотт показывают умеренные результаты в снижении предубеждений, но не дают удовлетворительного ответа на вопрос о том, не перевешивает ли вероятный психологический ущерб потенциальную выгоду. Эллиотт обвинялась в запугивании, нарушении школьных правил, унижении детей и «промывке мозгов». Два английских профессора в области образования, Айвор Ф. Гудсон и Пэт Сайкс, утверждали, что действия Эллиотт были неэтичными, называли её упражнение «психологически и эмоционально разрушительным» и указывали на этические проблемы, связанные с тем, что дети не были заранее осведомлены о целях эксперимента.
Результаты исследования 1990 года, проведённого в Университете штата Юта, показали, что практически все участники назвали полученный опыт значимым для них. Однако статистические доказательства эффективности действий по снижению предубеждений были средними; также почти все участники и руководители тренингов сообщили о стрессе, вызванном обстановкой, в которой проходили занятия.
Оценка результатов, проведённая профессором Университета Джорджии Трэйси Стюарт, показала, что отношение «белых» студентов значительно улучшилось к выходцам из Азии и Латинской Америки, тогда как изменение отношения к выходцам из Африки было недостаточно высоким. Отмечалось, что некоторые участники испытывали недовольство от «своей неспособности к переменам» и возникновение чувства злости в отношении тех лиц, к которым они должны были научиться проявлять уважение.
По результатам исследования 1990 года Университет Мёрдока (англ.) не включил метод «Голубоглазые/кареглазые» в свой список успешных стратегий по противодействию расизму.